# Les Enfants du soleil (film, 1962)
Pour les articles homonymes, voir Les Enfants du soleil.
Pour plus de détails, voir Fiche technique et Distribution.
Les Enfants du soleil est un film franco-marocain réalisé par Jacques Séverac, sorti en 1962.

## Fiche technique
- Titre : Les Enfants du soleil
- Réalisation : Jacques Séverac
- Scénario et dialogues : David Dayan
- Photographe : Jacques Klein
- Montage : Jacques Mavel
- Production : Djinn Films
- Lieu de tournage : Casablanca
- Pays d'origine :  France,  Maroc
- Durée : 185 minutes
- Date de sortie : 
  - France : mai 1962

## Distribution
- Abdelkader Abderrahmane
- Aziz Afifi
- Mustapha Brick
- Mohammed Zubir
- Amina Belkahia
- Abdou
- Mohammed Afifi
- Hassan Essakali
- Ahmed Jillali
- Tayeb Saddiki

## Sélection
- 1962 : Festival de Cannes 1962 (sélection officielle)